# Pucov (Slowakije)
Pucov (Hongaars: Pucó) is een Slowaakse gemeente in de regio Žilina, en maakt deel uit van het district Dolný Kubín.
Pucov telt 756 inwoners.